# Påläggskalkyl
Påläggskalkyl är en metod för produktkalkylering, som framför allt används när ett företag använder samma resurser för olika produkter. Metoden bygger på att en produkts självkostnad beräknas med hjälp av pålägg för indirekta kostnader.

## Översikt
För att kunna genomföra en påläggskalkyl, måste först de direkta och indirekta kostnaderna fastställas. De indirekta kostnaderna fördelas sedan på de olika kostnadsbärarna, som regel som ett procentuellt påslag på någon direkt kostnad. Detta brukar emellanåt redovisas i en kalkyltrappa.

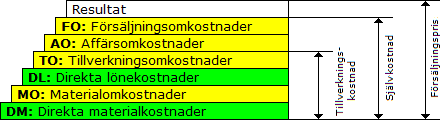
Kalkyltrappa, som den kan se ut för ett tillverkande företag.

Påläggskalkylen har haft stor betydelse, och ofta använts även för prissättning. För tillverkande företag har Sveriges industriförbunds publikation Enhetliga principer för självkostnadsberäkningar från 1937 tidigare ofta använts. En kartläggning gjord 2022 visade att metoden alltjämt är dominerande i verkstadsindustrin.

### Fotnoter
1. ↑  Sveriges industriförbund, Enhetliga principer för självkostnadsberäkningar (1937) post i Libris 1379948.
2. ↑  Sebastian Behrenz, Martin Nilsson (26 maj 2022). ”Examensarbete - Produktkalkylering i svensk verkstadsindustri - en kartläggning”. Linnéuniversitetet Kalmar Växjö. https://www.diva-portal.org/smash/get/diva2:1677719/FULLTEXT01.pdf. Läst 11 januari 2024.